# Überfall auf Silver City
Überfall auf Silver City ist ein US-amerikanischer Western aus dem Jahr 1932 von Philip Rosen mit Ken Maynard in der Hauptrolle. Der Film wurde von Tiffany Productions und Quadruple Films produziert.

## Handlung
Zusammen mit seinem am Rücken verletzten Freund Banty verlässt Bill Dane die Bande des Banditen Kells. Beide werden Zeuge eines Überfalls Kells auf eine Kutsche mit Anhänger, die Goldbarren transportieren soll. Sie können den Überfall verhindern, jedoch wurde der Kutscher erschossen und die Pferde gehen mit der Passagierin Jane Adams an Bord durch. Bill kann die Kutsche aufhalten, doch der Anhänger löst sich und stürzt in eine Schlucht. Während die Banditen in die Schlucht absteigen und dort nur Vorräte finden, bringen Bill und Banty Jane und das Gold, das in der Kutsche selber lagert, nach Silver City.
Janes Vater Frank Adams betreibt nahe Silver City eine Mine. Aus Dankbarkeit über die Rettung seiner Tochter gewährt er Bill und Banty Kost und Logis. Die Bewohner der Stadt sammeln Spenden, um eine Operation an Bantys Rücken zu finanzieren. Später wird Bill zum Sheriff von Silver City gemacht. Frank weiß allerdings, dass es sich bei Bill um den berüchtigten Outlaw Texas Gun Fighter handelt. Bill und Jane verlieben sich mit der Zeit ineinander. Bill hat sich geschworen, ein ehrliches Leben zu führen. Seine Willenskraft wird auf die Probe gestellt, als man ihm als Sheriff die Kombination für den Tresor mit den Goldbarren aushändigt. 
Gerade als Bill Jane einen Heiratsantrag machen will, taucht Kells auf, der Bill zum Raub des Goldes überreden will. Bill macht zum Schein mit, um Kells eine Falle zu stellen. Nach dem Raub wird Bill jedoch von Kells gefesselt, während eine Verfolgergruppe losreitet, die von der Komplizenschaft des neuen Sheriffs weiß. Bill kann sich der Fesseln entledigen und flüchtet zu Jane, die immer noch an ihn glaubt. Mit Banty reitet er zu dem alten Versteck der Bande, wo es zu einem Kampf kommt, bei dem Banty erschossen wird. Die Verfolger erreichen das Versteck, die Bande wird festgenommen. Bill hat mit der Verhaftung von Kells seinen Wert als Sheriff und als Janes Bräutigam bewiesen.

## Hintergrund
Gedreht wurde der Film in den Vasquez Rocks und in Santa Clarita.
Im Abspann unerwähnt blieben Jim Corey als Kutscher und Edgar Lewis als Frank Adams.

## Veröffentlichung
Die Premiere des Films fand am 14. Februar 1932 statt. In der Bundesrepublik Deutschland kam er am 29. Februar 1952 in die Kinos, in Österreich im Juli 1952.

## Kritiken
Das Lexikon des internationalen Films schrieb: „Kleiner Uralt-Western mit erheblichen Längen, der allenfalls für Liebhaber interessant ist.“